# 阿史那社尔
阿史那社尔（604年—655年），又作阿史那社尒，突厥人，唐朝初年名将。
他是东突厥汗国处罗可汗次子。十一岁即拜为拓设，设牙旗于漠北，与始毕可汗子欲谷设分别统帅铁勒、薛延陀、回纥、仆骨、同罗等部族。奉行“部众既丰，於我便足”之道，不加课敛，治众有方，获诸首领拥戴。武德九年（626年），颉利可汗率全族兵力南侵，薛延陀等漠北诸族乘机反抗突厥统治，并击败阿史那社尔同欲谷设等人率领的镇压军。

## 入唐
唐太宗贞观二年（628年），阿史那社尔被迫率部西迁，退守可汗浮图城（今新疆吉木萨尔县北破城子）。贞观八年（634年），引兵西进，击破咄陆可汗兄弟內亂的西突厥汗国，得众十万，自自立为都布可汗。之后，他不顾众臣劝谕，引五万余骑攻击薛延陀，意图报仇，打了一百多天，部兵苦于战斗太久，多有背叛逃跑，薛延陀趁机攻来，社尔被击败，率万人退保高昌。
贞观九年（635年），阿史那社尔因畏惧西突厥的报复，率部万人投奔唐朝，被封为左骁卫大将军，部众居灵州（治所在今宁夏灵武市西南）。一年后，尚婚唐太宗之妹衡阳长公主，授驸马都尉，掌管驻守在禁苑内的兵马。
贞观十四年（640年），阿史那社尔任行军总管，同侯君集攻灭高昌，诸将立刻受到了赏赐，社尔因没收到诏书，秋毫未取，等到接受赏赐时，只剩下老弱和破旧的东西了，军队班师回朝，李世民赞扬他廉洁谨慎，赐予从高昌得到的宝刀和杂綵一千段给他，同时让他检校北门左屯营，封毕国公。
贞观十九年，他又先后参与唐朝对高句丽、薛延陀的战争，屡立军功，并有清廉之名，兼任鸿胪卿。
贞观二十一年（647年），唐太宗任命其为昆丘道行军大总管，负责对西域的军事行动。他同契苾何力、郭孝恪诸将率领铁勒十三部、突厥十万骑兵西征。次年破处月，攻克龟兹拨换城（今新疆阿克苏市），击败了龟兹，并迫使于阗国王臣服。俘虏龟兹王白诃黎布失毕及大臣百余人，连克七十余城，移安西都护府于龟兹，勒石纪功班师。
唐太宗去世后，阿史那社尔表示愿殉死守卫昭陵，为唐高宗所止，升任右卫大将军。永徽四年，官拜镇军大将军。永徽六年（655年）去世，年五十二岁，追赠辅国大将军、并州都督，陪葬昭陵。并且把他的坟冢修成葱山的形状，并立碑，以表彰他平定龟兹之功。谥曰元。

## 家庭

### 父亲
- 阿史那奚纯，东突厥汗国处罗可汗。

### 兄弟姐妹
- 阿史那摸末，突厥郁射设，唐朝右屯卫将军

### 夫人
- 衡阳公主李氏，唐高祖第十四女。

### 子女
- 阿史那道真，官至左屯卫大将军，高宗咸亨元年（670年）随右威卫大将军薛仁贵征讨吐蕃，兵败大非川。